# La bête du Gévaudan
La Bête du Gévaudan is een Franse film uit 2002. De regisseur is Patrick Volson.
Het verhaal is gebaseerd op weerwolf-verhalen (Beest van Gévaudan) uit de 18e eeuw op het Franse platteland in de buurt van Auvergne. Er zou een enorme wolf leven, die ook mensen aanviel.

## Synopsis
De film speelt zich af rond die tijd, alhoewel dat niet duidelijk uit de film blijkt. Het vermeende beest maakt een aantal slachtoffers onder de bevolking van een dorpje. De “kerk” ziet daarin de duivel als een straf van God; de wetenschapper zoekt een andere verklaring. De gemoederen lopen hoog op in het dorp. De regisseur en scenarioschrijver houden de oplossing in het midden.
In Frankrijk is er een strikte scheiding tussen Kerk en Staat en dat is verwerkt in deze film. Beide partijen volharden in hun standpunt, zodat een oplossing niet gevonden wordt. Pas als ze samenwerken om het probleem (het Beest) op te lossen, komt inderdaad de oplossing naar voren.
In vergelijking met andere films die weerwolven als centraal thema hebben, is dit een film die zich meer richt op wat het resultaat is voor de "gewone mens", zeker in een tijd dat bijgeloof nog een hoofdrol speelde.